# Amer Sports
Amer Sports Corporation (колишня Amer-Yhtymä Oyj) фінська компанія, яка виробляє спортивне обладнання під відомими марками, включаючи такі, як Salomon, Wilson, Atomic, Arc'teryx, Mavic, Suunto і Precor.
Компанія була заснована у 1950 році. На почату своєї діяльності вона була промисловим конгломератом, який мав інтереси у тютюновій промисловості та у друкарстві. Після цього Amer розширює сфери своєї діяльності і починає займатись виробництвом спортивного обладнання, чим і займається дотепер. На фірмі зайняті 7,330 чоловік, за даними на кінець 2013 року. Акції компанії котуються на біржі у Гельсінки (OMX Helsinki 25).